# Джойс Каръл Оутс
Джойс Каръл Оутс (на английски: Joyce Carol Oates) е американска писателка, прозаик, поет, драматург и литературен критик. Писала е и под псевдонимите Розамонд Смит (Rosamond Smith) и Лоран Кели (Lauren Kelly).

## Биография
Родена е на 16 юни 1938 г. в Локпорт, щат Ню Йорк. През 1960 г. завършва Сиракузския университет. През 1962 получава научна степен магистър на хуманитарните науки в Уисконсинския университет. От 1968 до 1978 г. преподава английски език в Уиндзорския университет в Канада. През 1978 г. Оутс и съпругът ѝ заминават за Принстън, където Джойс започва работа в Принстънския университет.
Съпругът ѝ Реймънд Смит умира на 18 февруари 2008 г. от пневмония.

## Награди
- 1967 – Награда „О. Хенри“ – за разказа „In the Region of Ice“[2]
- 1970 – Национална награда на САЩ за книга за романа „Them“[3]
- 1973 – Награда „О. Хенри“ – за разказа „The Dead“[2]
- 1988 – Литературна награда на сейнт Луис[4][5]
- 1996 – Награда „Брам Стокър“ – за романа „Zombie“
- 1996 – Награда „PEN/Меламед“ за изкуството на късия разказ
- 2005 – „Prix Femina Etranger“
- 2006 – Литературна награда на „Чикаго трибюн“
- 2010 – Premio Fernanda Pivano
- 2012 – Награда „Норман Мейлър“
- 2019 – Jerusalem Prize за цялостен принос